# Deafplanet
Deafplanet è una serie televisiva canadese per bambini, sia nella lingua dei segni americana nella parte anglofona sia nella lingua dei segni quebechese nella parte francofona. La serie è stata creata dalla società Marblemedia in collaborazione con TVOntario e la Società Culturale dei Sordi Canadesi (Canadian Cultural Society of the Deaf).
Viene trasmessa da TVOntario, Access, SCN e Knowledge. La serie ha debuttato nel 2013 ed è durata due stagioni.

## Trama
Il personaggio principale è Max, che un giorno è accidentalmente partito per lo spazio. Atterra sul pianeta "Deafplanet", dove incontra una adolescente sorda. Ella parla in lingua dei segni, ma con l'aiuto di un robot interprete, Max riesce a capirla. Lei cercherà di aiutare Max a tornare a casa.